# Steckverbindung
Eine Steckverbindung ist eine bewegliche Rohrverbindung, deren Dichtwirkung durch Zusammenstecken von Spitzende und Muffe oder einem Rohrschaft und einer Kupplung in Verbindung mit einem elastischen Dichtmittel erzielt wird. Rohre mit diesem Rohrverbindungstyp werden in der Regel bei der Herstellung von Abwasserleitungen verwendet.

## Steckverbindungen an Muffenrohren
Diese Rohre besitzen auf einer Seite eine Muffe (Glockenende oder auch Stumpfende), deren Außendurchmesser größer ist als der des Rohrschaftes, so dass sie das Spitzende des angrenzenden Rohres gleicher Bauart aufnehmen können. Die andere Seite eines Muffenrohres ist als Spitzende ohne Muffe geformt.
Die Dichtwirkung entsteht durch die Rückstellkraft (Anpressdruck) des elastomeren Dichtelementes. In der Regel befindet sich bei den heute verwendeten Rohrverbindungen in der Muffe ein herstellerseitig angebrachtes, aus elastomerem Kunststoff bestehendes Dichtelement. In einigen Fällen befindet sich am Spitzenende ebenfalls ein Dichtelement, das gemeinsam mit dem Dichtelement in der Muffe die Dichtwirkung erzielt.

## Steckverbindungen an muffelosen Rohren
Außerdem existieren heute muffenlose Abwasserrohre mit glatten Enden mit einer Nennweite von DN 150 aufwärts, die auch für die Herstellung von Hausanschlüssen verwendbar sind. Diese Rohre werden mit passgenauen steifen Kupplungsmanschetten oder Überschiebkupplungen aus unterschiedlichen Materialien verbunden.

## Typen
- Rollringverbindung Dieser Rohrverbindungstyp wurde vorwiegend für Betonrohre verwendet. Der im Querschnitt runde Elastomerring wird unter Vordehnung auf das Spitzende des Rohres aufgezogen und rollt unter gleichzeitiger Verformung beim Überschieben der Muffe des angrenzenden Rohres in seine endgültige Lage. Die Dichtwirkung wird durch die beim Zusammenpressen des Dichtrings entstehende Anpresskraft (Rückstellkraft) bewirkt. Rollringdichtungen sind nach einer FBS-Qualitätsrichtlinie (FBS – Fachvereinigung Betonrohre und Stahlbetonrohre e. V.) wegen ihrer Empfindlichkeit gegenüber Verlegefehlern nicht mehr zugelassen[3]

- Gleitringverbindung Bei Gleitringdichtungen wird der Dichtring unter Vordehnung in seiner endgültigen Position in eine dafür vorgesehene Aussparung des Spitzendes aufgelegt. Beim Zusammenschieben wird der Dichtring, ohne seine Lage zu verändern, verpresst und erreicht auf diese Weise seine Dichtfunktion.

- Lippendichtung, Kompressionsdichtungen und Kompressions-Lippendichtungen Rein systematisch ist eine Unterscheidung zwischen den sogenannten Lippendichtungen und den sogenannten Kompressionsdichtungen möglich. Bei Lippendichtungen wird das Elastomer wie eine Lippe ausgeformt. Diese Lippe wird durch das Zusammenfügen einer Rohrverbindung abgewinkelt. Die Einschubkräfte sind verhältnismäßig gering und erleichtern somit den Einbau. Die Lippe wird dabei mechanisch auf Biegung belastet. Bei Kompressionsdichtungen hingegen muss beim Zusammenfügen der Rohre die Dichtung komprimiert werden. In der Tat stellen die bei den heute hergestellten Rohrverbindungen verwendeten Dichtungen eine Mischform dar, die als „Kompressions-Lippendichtungen“ bezeichnet wird. Beim Zusammenfügen der Rohrverbindung klappt die Lippe um und wirkt wie eine Kompressionsdichtung.